# Juliana de Fontevrault
Juliana de Fontevrault (en francés: Juliane; 1090-después de 1136), era una noble francesa e hija ilegítima del rey Enrique I de Inglaterra. Es conocida por haber intentado asesinar a su padre. Este acontecimiento se encuentra narrado en la Historia Ecclesiastica de Orderico Vital.

## Vida
Juliana de Fontevrault era una hija ilegítima del rey Enrique I de Inglaterra; en el momento del nacimiento de Juliana, su padre aún no era rey. Se desconoce la identidad de su madre, aunque algunos estudiosos han sugerido que fue la amante del rey, Ansfrida (en francés: Ansfride). Ella era la madre de Ricardo de Lincoln y posiblemente de Fulco FitzRoy, también hijos ilegítimos de Enrique. Sin embargo, la descripción de Orderico Vital sobre la madre de Juliana como "una concubina" pone en duda que su madre haya sido Ansfrida. Entre los medios-hermanos de Juliana se encontraban: Matilde de Inglaterra, Guillermo Adelin, Sibila de Normandía y Roberto de Gloucester.
Juliana contrajo matrimonio con Eustaquio de Breteuil, hijo ilegítimo de Guillermo de Breteuil, en 1103. Tuvieron al menos dos hijas.
En febrero de 1119, Eustaquio y Juliana amenazaron con unirse a una rebelión en contra de Enrique I de Inglaterra si no se les entregaba el castillo de Ivry. Para asegurarse la lealtad de Eustaquio, Enrique I organizó un intercambio de rehenes entre las hijas de Eustaquio y Juliana (las propias nietas de Enrique), y el hijo de Ralph Harnec, condestable de Ivry. Quizás incitado por Amaury III de Montfort, Eustaquio le arrancó los ojos al hijo de Ralph y le envió con su padre. Ralph apeló al rey por justicia. Enrique le permitió a Ralph cegar a Eustaquio y a las hijas de Juliana, y también cortarles la punta de la nariz. Este incidente empeoró la relación entre el rey y su hija.
Enfurecida, Juliana viajó hacia Breteuil para defender la ciudadela, donde se encontró con una defensa desmotivada. Informado de las acciones de Juliana, el rey viajó a Bretuil y asedió la ciudadela. Acorralada, Juliana aceptó reunirse con su padre, pero cuando lo vio, le disparó con una ballesta aunque no logró hacerle daño. Enrique destruyó el puente elevadizo y obligó a Juliana a rendir el castillo, encerrándole allí. Determinada a huir, ella saltó de la torre del castillo al agua congelada del foso y huyó donde su marido, que se encontraba en Pacy. Ambos perdieron todas sus propiedades excepto Pacy. Breteuil se le fue entregado temporalmente a Guillermo, hijo de Ralph Harnec, luego a Ricardo de Lincoln y después de su muerte a Robert de Beaumont, II conde de Leicester, que estaba casado con una prima de Eustaquio. 
Eventualmente Enrique perdonaría a Eustaquio y Juliana después de que ambos rogaran su perdón de rodillas. Fueron apoyados por amigos y por el hermano de Juliana, Ricardo. Se le concedió a Eustaquio trescientos marcos de plata anuales como compensación por haber perdido Breteuil. Él falleció en 1136, y Enrique un año antes, el 1 de diciembre de 1135. Después de la muerte de su marido, Juliana se retiró a la abadía de Fontevrault. Vivió para presenciar el principio de los conflictos entre su media-hermana, Matilda, y su primo, Esteban.
Juliana falleció en algún momento después de 1136.